# Fenix Trophy 2022–2023
Ediția 2022-2023 a Trofeului FENIX, un turneu european continental format exclusiv din echipe europene neprofesionale, a fost a doua ediție a turneului. Turneul s-a desfășurat din octombrie 2022 până în iunie 2022.

## Format
Pentru sezonul 2022–23 s-au format 3 grupe a câte 3 echipe. Câștigătorii grupelor și cel mai bun al 2-lea au participat la Finala 4 din Milano.

## Echipe
Următoarele echipe au participat la al doilea sezon:
- KSK Beveren (Beveren)
- FK Miljakovac (Belgrade)
- CD Cuenca-Mestallistes (Valencia)
- Prague Raptors (Prague)
- Brera Calcio (Milan)
- FC United of Manchester (Manchester)
- AFC DWS (Amsterdam)
- Krakow Dragoons FC (Kraków)
- BK Skjold (Copenhagen)

### Semifinale
La sfârșitul sezonului, FC United of Manchester, BK Skjold, Prague Raptors (care și-au câștigat cu toții grupele) și Brera Calcio (care a fost, de asemenea, selectat ca cel mai bun loc al 2-lea din grupe) s-au calificat în Final 4 (semifinale). Acestea s-au jucat pe 7 iunie 2023 în Arena Civica, BK Skjold a câștigat cu 3–2 împotriva FC United of Manchester și Prague Raptors FC a câștigat cu 1–0 împotriva Brera FC. 

### Finala
Finala s-a jucat joi, 8 iunie 2023, în emblematicul San Siro, unde BK Skjold a fost prea puternic cu 3–0 pentru Prague Raptors FC.